# Beau Bridges
Pour les articles homonymes, voir Bridges.
Beau Bridges, de son vrai nom Lloyd Vernet Bridges III, est un acteur, réalisateur et producteur américain, né le 9 décembre 1941 à Hollywood, Los Angeles (Californie).

## Biographie

### Jeunesse
Lloyd Vernet Bridges III est né le 9 décembre 1941 à Hollywood, quartier de Los Angeles, en Californie, aux États-Unis.

### Famille
Beau Bridges est le fils de l'actrice et poétesse Dorothy Bridges (née Simpson) et de l'acteur Lloyd Bridges (Y a-t-il un pilote dans l'avion ?, Hot Shots! de Jim Abrahams). Il a un frère cadet, Jeff, lui aussi acteur (et son partenaire dans Susie et les Baker Boys, en 1989).
Un autre frère, Garrett, est mort en 1948 du syndrome de la mort subite du nourrisson. Il a aussi une sœur plus jeune, Lucinda.
Pendant son enfance, il se lie alors fortement à son frère Jeff, et grandit dans le quartier Holmby Hills de Los Angeles.

### Vie privée
Il a cinq enfants : Casey, né le 16 mars 1969 ; Jordan, né le 13 novembre 1973 ; Dylan, né le 25 octobre 1984 ; Emily, née le 2 juillet 1986 et Jeffrey, né le 24 septembre 1993.

## Filmographie

### Cinéma

#### Acteur
- 1948 : La Vérité nue (No Minor Vices) de Lewis Milestone : Bertram
- 1948 : L'Enfer de la corruption (Force of Evil) d'Abraham Polonsky : Frankie Tucker
- 1949 : Le Poney rouge (The Red Pony) de Lewis Milestone : Beau
- 1949 : Zamba (en) de William Berke : Tommy
- 1951 : La Voleuse d'amour (The Company She Keeps) de John Cromwell : Obie (garçon à la gare)
- 1961 : The Explosive Generation (en) de Buzz Kulik : Mark
- 1965 : Village of the Giants de Bert I. Gordon : Fred
- 1967 : L'Incident (The Incident) de Larry Peerce : Felix Teflinger
- 1968 : Mon homme (For Love of Ivy) de Daniel Mann : Tim Austin
- 1969 : Gaily, Gaily de Norman Jewison : Ben Harvey
- 1970 : Le Propriétaire (The Landlord) de Hal Ashby : Elgar Winthrop Julius Enders
- 1970 : L'Homme qui sortait du bagne (en) de Philip Leacock : Adam
- 1971 : The Christian Licorice Store (en) de James Frawley : Cane
- 1972 : Hammersmith Is Out de Peter Ustinov : Billy Breedlove
- 1972 : Les Yeux de Satan (Child's Play) de Sidney Lumet : Paul Reis
- 1973 : Your Three Minutes Are Up de James Dixon : Charlie
- 1974 : Lovin' Molly de Sidney Lumet : Johnny
- 1975 : Un jour, une vie (The Other Side of the Mountain) de Larry Peerce : Dick Buek (Mad Dog)
- 1976 : Dragonfly de Gilbert Cates : Jesse Arlington
- 1976 : Le Pirate des Caraïbes (Swashbuckler) de James Goldstone : Maj. Folly
- 1976 : Un tueur dans la foule (Two-Minute Warning) de Larry Peerce : Mike Ramsay
- 1977 : Greased Lightning (en) de Michael Schultz : Hutch
- 1979 : The Runner Stumbles (en) de Stanley Kramer : Toby Felker
- 1979 : Norma Rae de Martin Ritt : Sonny Webster
- 1979 : Le Cinquième Mousquetaire (The Fifth Musketeer) de Ken Annakin : Philip & Louis XIV
- 1980 : Silver Dream Racer (en) de David Wickes : Bruce McBride
- 1981 : La Nuit de l'évasion (Night Crossing) de Delbert Mann : Guenter Wetzel
- 1981 : Honky Tonk Freeway de John Schlesinger : Duane Hansen
- 1982 : Love Child, de Larry Peerce : Jack Hansen
- 1983 : Pied au plancher (Heart Like a Wheel) de Jonathan Kaplan : Connie Kalitta
- 1984 : L'Hôtel New Hampshire (The Hotel New Hampshire) de Tony Richardson : Win Berry
- 1987 : L'Heure du crime (The Killing Time) de Rick King : Sam Wayburn
- 1987 : The Wild Pair : Joe Jennings
- 1988 : Seven Hours to Judgment : John Eden
- 1989 : Signs of Life de John David Coles : John Alder
- 1989 : Le Triangle de Fer (The Iron Triangle) d'Eric Weston : Captain Keene
- 1989 : Susie et les Baker Boys (The Fabulous Baker Boys) de Steven Kloves : Frank Baker (avec son frère Jeff comme autre Baker brother)
- 1989 : L'Enfant génial (The Wizard) de Todd Holland : Sam
- 1990 : Daddy's Dyin'... Who's Got the Will? (en) de Jack Fisk : Orville
- 1991 : Pour le meilleur et pour le rire (Married to It) d'Arthur Hiller : John
- 1992 : Sidekicks d'Aaron Norris : Jerry Gabrewski
- 1996 : Jerry Maguire de Cameron Crowe : Matt Cushman
- 1997 : RocketMan de Stuart Gillard : Bud Nesbitt
- 1999 : The White River Kid de Arne Glimcher : Daddy Weed
- 2000 : Sordid Lives (en) de Del Shores (en) : G.W. Nethercott
- 2000 : Meeting Daddy de Peter Gould : Larry Branson
- 2001 : Boys Klub de Lee Librado : Dad
- 2004 : Debating Robert Lee (nl) de Dan Polier : M.. Lee
- 2005 : The Ballad of Jack and Rose de Rebecca Miller : Marty Rance
- 2005 : Smile (en) de Jeffrey Kramer : Steven
- 2006 : The Good German de Steven Soderbergh : colonel Muller
- 2008 : Max Payne de John Moore : B.B.
- 2010 : Les Hommes de mes rêves (My Girlfriend's Boyfriend) de Daryn Tufts : Logan Young
- 2011 : The Descendants d'Alexander Payne : le cousin Hugh
- 2012 : Columbus Circle de George Gallo : docteur Raymond Fontaine
- 2012 : Hit and Run de Dax Shepard : Clint Perkins
- 2013 : Rushlights d'Antoni Stutz : shérif Brogden Jr.
- 2014 : San Patricios de Sean McGinly (en) : Mr. Reed
- 2014 : 1000 to 1: The Cory Weissman Story de Michael Levine : Coach
- 2015 : Underdog Kids de Phillip Rhee : Ron Butz
- 2017 : La Montagne entre nous (The Mountain Between Us) d'Hany Abu-Assad : Walter
- 2018 : Galveston de Mélanie Laurent
- 2024 : Camera de Jay Silverman
- 2024 : Desert Road de Shannon Triplett : Steve

#### Réalisateur
- 1987 : The Wild Pair
- 1988 : Seven Hours to Judgment

### Télévision

#### Acteur

##### Séries télévisées
- 1960-1962 : The Clear Horizon (en) : Eddie Tinker
- 1962 : The Lloyd Bridges Show (en) : A Pair of Boots (Season 1, Épisode 4) : Carl
- 1962-1963 : Ensign O'Toole : Seaman Howard Spicer (32 épisodes)
- 1974 : Benjamin Franklin (en) : Benjamin Franklin jeune
- 1980 : United States (en) : Richard Chapin
- 1985 : Space (en) : Randy Claggett
- 1991 : Les Contes de la crypte Abra cadavra : Marty
- 1993 : Harts of the West (en) : Dave Hart
- 1995 : Au-delà du réel, l'aventure continue : Dr Simon Kress (saison 1 épisode 1 & 2 : Le Royaume des sables, première et seconde parties)
- 1998 : Maximum Bob (Maximum Bob) : juge Bob Gibbs
- 2001-2003 : Espions d'État (The Agency) : Tom Gage (32 épisodes)
- 2005 : Into the West : Stephen Hoxie
- 2005-2007 : Stargate SG-1 : Hank Landry (saisons 9 et 10)
- 2005-2008 : Earl (My name is Earl) : Carl Hickey, le père de Earl et Randy (7 épisodes)
- 2009 : Desperate Housewives : Eli Scruggs
- 2009 : The Closer : Inspecteur George « Georgette » Andrews
- 2011 : Brothers & Sisters : Brody
- 2011 : Love Bites : Hal Sacovitch
- 2011-2012 : FBI: Duo très spécial : Agent Kramer
- 2012 : Franklin and Bash : Leonard Franklin
- 2013 : The Goodwin Games : Benjamin Goodwin (le père)
- 2013-2015 : The Millers : Tom Miller
- 2013-2016 : Masters of Sex : Barton Scully
- 2016 : Bloodline (Saison 2) : Roy Gilbert
- 2016 : Code Black : Pete Delaney
- 2018-2020 : Homeland : Ralph Warner, vice-président puis président des États-Unis
- 2018-2020 : Greenleaf : Bob Whitmore
- 2020 : Messiah : Edmund DeGuilles
- 2023 : Lessons in Chemistry : Wilson

##### Téléfilms
- 1967 : The Legend of Jud Starr
- 1973 : The Man Without a Country : Frederick Ingham
- 1973 : My Dad Lives in a Downtown Hotel : Joe Grant (père)
- 1974 : The Stranger Who Looks Like Me (en) : Chris Schroeder
- 1974 : The Whirlwind
- 1975 : Medical Story (en) : Dr Steve Drucker
- 1977 : Les Quatre Plumes blanches (en) (The Four Feathers) : Harry Faversham
- 1978 : Shimmering Light (en) : Kevin Pearse
- 1978 : The President's Mistress (en) : Ben Morton
- 1978 : Stubby Pringle's Christmas : Stubby Pringle
- 1979 : The Child Stealer : David Rodman
- 1982 : The Kid from Nowhere : Bud Herren
- 1982 : Dangerous Company : Ray Johnson
- 1982 : Témoin à charge (Witness for the Prosecution) : Leonard Vole
- 1984 : The Red-Light Sting (en) : Franck Powell
- 1985 : Alice au pays des merveilles (Alice in Wonderland) : Licorne
- 1986 : Can a Guy Say No? : M.. Tauscher
- 1986 : Au-dessus de la loi (Outrage!) : Brad Gordon
- 1986 : A Fighting Choice (en) : Thad Taylor
- 1986 : The Thanksgiving Promise (en) : Hank Tilby
- 1989 : Just Another Secret : Jack Grant
- 1989 : 58 heures d'angoisse (Everybody's Baby: The Rescue of Jessica McClure) : Czech
- 1990 : Women and Men: Stories of Seduction : Gerry Green
- 1990 : Guess Who's Coming for Christmas? : Arnold Zimmerman
- 1991 : Without Warning: The James Brady Story : James Brady
- 1991 : La Petite Sauvage (Wildflower) : Jack Perkins
- 1993 : Elvis and the Colonel: The Untold Story : col. Tom Parker
- 1993 : The Man with Three Wives : Dr Norman Grayson
- 1993 : Complot meurtrier contre une pom-pom girl (The Positively True Adventures of the Alleged Texas Cheerleader-Murdering Mom) : Terry Harper
- 1994 : Vault of Horror I
- 1994 : Secret Sins of the Father : Tom Thielman
- 1994 : Les Jumelles Dionne (téléfilm), de Christian Duguay : Dr Allan Roy Dafoe
- 1995 : Kissinger and Nixon : Richard Nixon
- 1996 : A Stranger to Love : Allan Grant / Allan Grey
- 1996 : Nightjohn (en) : Clel Waller
- 1996 : Les Orages d'un été (Losing Chase) : M.. Richard Phillips
- 1996 : Hantée (en) (The Uninvited) : Charles Johnson
- 1996 : L'Amérique aux deux visages (Hidden in America) : Bill Januson
- 1997 : La Seconde Guerre de Sécession (The Second Civil War) : gouverneur de l'Idaho
- 1997 : Vengeance par amour (The Defenders: Payback) : Don Preston
- 1998 : The Defenders: Choice of Evils : Don Preston
- 1998 : The Defenders: Taking the First : Don Preston
- 1999 : Inherit the Wind (en) : E.K. Hornbeck
- 1999 : P.T. Barnum : P.T. Barnum
- 2000 : Common Ground (en) : Père Leon
- 2000 : Songs in Ordinary Time : Omar Duvall
- 2000 : Le Village du père Noël (en) (The Christmas Secret) : Nick
- 2001 : L'Odyssée fantastique (Voyage of the Unicorn) : Professeur Alan Aisling
- 2002 : Une famille déchirée (We Were the Mulvaneys) : Michael Mulvaney, père
- 2002 : Les fantômes de High River (en) (Sightings: Heartland Ghost) : Derek
- 2003 : Out of the Ashes (en) : Herman Prentiss
- 2004 : Magnitude 10,5 (10.5) : le président des États-Unis Paul Hollister
- 2004 : Evel Knievel (en) : John Bork
- 2006 : Magnitude 10,5 : L'Apocalypse (10.5: Apocalypse) : le président des États-Unis Paul Hollister
- 2007 : Voyeurs.com (I-See-You-Com) : Harvey Bellinger
- 2008 : Stargate : L'Arche de vérité : Hank Landry
- 2008 : Stargate : Continuum : Hank Landry
- 2010 : Sauvez Willy 4 : Le Repaire des pirates (Free Willy: Escape from Pirate's Cove) : Gus Grisby
- 2014 : La Force de l'espoir (1000 to 1: The Cory Weissman Story) : le coach
- 2022 : La recette d'un Noël inoubliable (Our Italian Christmas Memories) : Vincent Collucia dit Nono

#### Réalisateur
- 1982 : The Kid from Nowhere (TV)
- 1985 : Don't Touch (TV)
- 1986 : The Thanksgiving Promise (en) (TV)
- 1994 : Secret Sins of the Father (TV)

#### Producteur
- 1997 : Vengeance par amour (The Defenders: Payback) (TV)
- 1998 : The Defenders: Taking the First (TV)

## Récompenses et nominations
Emmy Awards 2010 : Nomination pour la meilleure apparition dans une série dramatique pour le rôle de George « Georgette » Andrews dans The Closer

## Voix francophones
En France, José Luccioni a été la voix régulière de Beau Bridges jusqu'à son décès en 2022. Michel Papineschi l'a également doublé à cinq reprises.
Au Québec, Marc Bellier est la voix la plus régulière de l'acteur.
En France
| - José Luccioni (*1949 - 2022) dans : - L'Heure du crime - Maximum Bob (série télévisée) - Les Épreuves de la vie (téléfilm) - Espions d'État (série télévisée) - Washington Police (série télévisée) - Magnitude 10,5 (mini-série) - Into the West (série télévisée) - Stargate SG-1 (série télévisée) - Stargate Atlantis (série télévisée) - Earl (série télévisée) - Voyeurs.com - Magnitude 10,5 : L'Apocalypse (téléfilm) - Le Petit Monde de Charlotte - Stargate : L'Arche de vérité (téléfilm) - Stargate Continuum (téléfilm) - Desperate Housewives (série télévisée) - Brothers and Sisters (série télévisée) - The Closer : L.A. enquêtes prioritaires (série télévisée) - Sauvez Willy 4 : Le Repaire des pirates (téléfilm) - The Descendants - FBI : Duo très spécial (série télévisée) - Hit and Run - La Force de l'espoir (téléfilm) - The Millers (série télévisée) - Code Black (série télévisée) - Petits meurtres et chrysanthèmes : Les Roses de la vengeance (téléfilm) - Petits meurtres et chrysanthèmes : Mystère et chrysanthèmes (téléfilm) - Petits meurtres et chrysanthèmes : Un mariage mortel (téléfilm) - Bloodline (série télévisée) - Un Noël retrouvé (téléfilm) - Mosaic (mini-série) - All About Nina (en) - Homeland (série télévisée) - One Night in Miami - The Premise (série télévisée) | - Michel Papineschi dans : - L'Homme aux trois femmes (téléfilm) - Le Village du Père Noël (téléfilm) - Will et Grace (série télévisée) - Une famille déchirée (téléfilm) - La Recette d'un Noël inoubliable (téléfilm) - Bernard Murat dans : - Un tueur dans la foule - Le Pirate des Caraïbes - Patrick Poivey (*1948 - 2020) dans : - La Nuit de l'évasion - Les Contes de la crypte (série télévisée) - Mario Santini (*1945 - 2001) dans : - Susie et les Baker Boys - L'Odyssée fantastique (mini-série) - Marc Alfos (*1956 - 2012) dans : - Vidéokid : L'Enfant génial - Max Payne - Patrice Melennec dans : - The Good German - La Montagne entre nous - Emmanuel Jacomy dans : - End of the Road - Un mystère à Noël Et aussi - Tony Marot dans Le Cinquième Mousquetaire (doublage tardif) - Richard Darbois dans Norma Rae - Marc François (*1951 - 2009) dans Histoires fantastiques (série télévisée) - Philippe Ogouz (*1939 - 2019) dans La Petite Sauvage (téléfilm) - Jean-Michel Farcy (*1952 - 2012) dans Sidekicks - Daniel Russo dans Au-delà du réel : L'aventure continue (série télévisée) - Bernard-Pierre Donnadieu (*1949 - 2010) dans Jerry Maguire - Daniel Beretta (*1946 - 2024) dans The Second Civil War (téléfilm) - Jean-Claude Donda dans Everwood (série télévisée) - Bernard Soufflet dans American Dad! (voix) - Mathieu Rivolier dans Apparence trompeuse - Antoine Tomé dans Columbus Circle - Bernard Bollet dans Messiah (série télévisée) - Jean Barney dans Lessons in Chemistry (série télévisée) - Philippe Peythieu dans Matlock (en) (série télévisée) |

Au Québec
| - Marc Bellier dans : - Au secours de Jessica McClure - Les Jumelles Dionne (série télévisée) - L'Homme fusée - La Porte des étoiles : Continuum (téléfilm) - La Ballade de Jack et Rose - L'Ami allemand - La Porte des étoiles : L'Arche de vérité (téléfilm) | Et aussi - Yvon Thiboutot dans L'Autre Versant de la montagne - Jean-Marie Moncelet dans Jerry Maguire - Jean-Luc Montminy dans Max Payne |